# Светлана (баллада)
«Светлана» («Раз в крещенский вечерок // Девушки гадали…») — баллада Василия Андреевича Жуковского.

## История создания и публикации

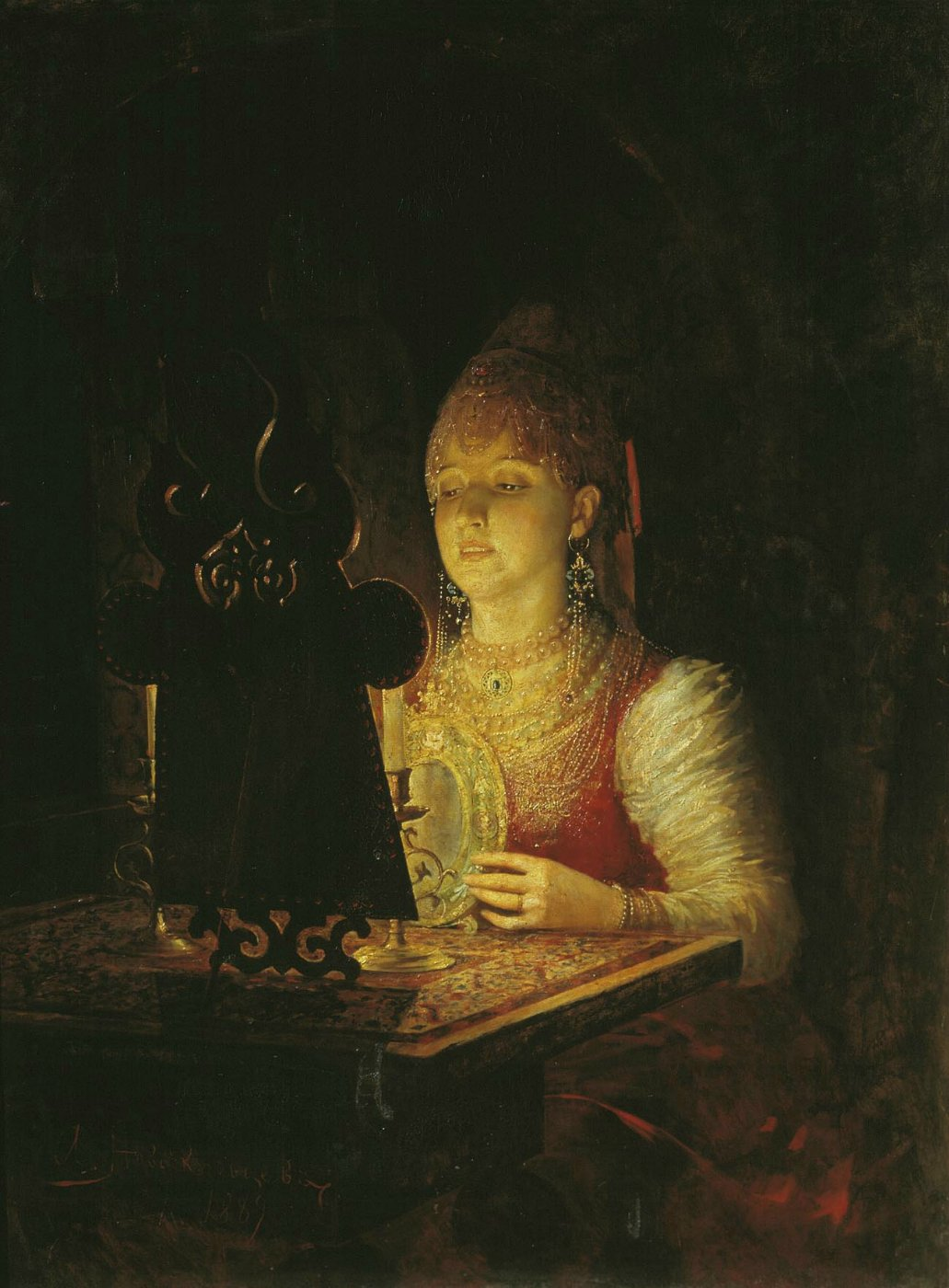
Александр Новоскольцев. «Светлана»

Впервые напечатана в журнале «Вестник Европы», 1813, № 1 и 2, с подзаголовком: «Ал. Ан. Пр…вой». Посвящена племяннице и ученице Жуковского А. А. Протасовой (являвшейся сестрой музы поэта М. А. Протасовой-Мойер), в качестве свадебного подарка ей (на свадьбу с А. Ф. Воейковым). 
Начало работы над «Светланой» относится ещё к 1808 году, текст окончен в 1812 году. В известном двухтомнике, а также в сборнике избранных сочинений (все под редакцией А. Д. Алфёрова) издания Товарищества И. Д. Сытина (Москва, 1902 год) баллада отнесена к сочинениям 1811 года. 
В основе сюжета — баллада Готфрида Бюргера «Ленора». К этому сюжету Жуковский обращался трижды: до «Светланы» он перелагал «Ленору» в балладе «Людмила», а впоследствии, в 1831 году, перевёл более точно под авторским названием, — но здесь умыкание невесты мертвецом представлено как дурной сон девушки, а у баллады счастливый конец.

## Художественное своеобразие
Написана хореем с чередованием стопности 4-3, причём в длинных строчках для компенсации окончания мужские, а в коротких — женские (Х4м+Х3ж). В строфе 14 строк с рифмовкой аБаБвГвГддЕжжЕ (таким образом, она близко напоминает сонет, хотя и в необычном для сонета размере).
Одно из самых популярных произведений русского романтизма, неоднократно (обычно в отрывках) включалось в хрестоматии, стало одним из источников распространения новоизобретённого славянского имени Светлана (до Жуковского оно встречалось у Востокова).
«Светлану» несколько раз упоминает и цитирует Пушкин («Евгений Онегин», глава 3, строфа V; глава 5, строфа X, эпиграф к главе 5; эпиграф к повести «Метель»). В комментарии к «Евгению Онегину» (Гл. III, V, 2-4) Набоков оценивает балладу как «шедевр» и высказывает мысль, что «онегинская строфа» Пушкина возникла под влиянием этой необычной сонетной строфы у Жуковского.